# Al otro lado (2004)
Al otro lado es una película mexicana de drama estrenada en 2004 dirigida por Gustavo Loza. Es el segundo trabajo del director, quien anteriormente dirigió Atlético San Pancho.

## Argumento
Al otro lado es una película sobre la separación, la ruptura y la esperanza de reencontrar. Se trata de tres historias donde la distancia geográfica y las fronteras políticas impiden que las personas se puedan reencontrar y estar juntas.

### Prisciliano
Prisciliano (Adrián Alonso ) es un niño michoacano cuyo padre (Ignacio Guadalupe) se ha ido como "espalda mojada" a Estados Unidos en busca de fortuna. El chiquillo, que vive con sus hermanos pequeños y su atribulada madre (Vanessa Bauche) no está satisfecho con su nuevo papel de hombre de la casa.

### Ángel
Ángel (Jorge Milo) es un niño cubano que vive en La Habana con su madre (Susana González) y su abuelo. A pesar de que nunca conoció a su padre, se embarca en una balsa con su amigo Walter con destino a Florida.

### Fátima
Fátima es una niña marroquí (Nuria Badih) a la que una traficante de niños (Carmen Maura) mete en un barco hacia España para ser dedicada a la trata de blancas. Lo que ella espera es encontrar a su padre, un humilde campesino que trabaja en Málaga.

## Elenco
Cuenta con un reparto internacional, en gran medida debido a la naturaleza de las historias que se cuentan dentro de esta.
- Adrián Alonso, Prisciliano Martínez
- Susana González, Caridad (Madre de Ángel)
- Carmen Maura, Esperanza
- Héctor Suárez, Tío Guadalupe
- Vanessa Bauche, Vicenta (La madre)
- Martha Higareda, Eréndira
- Naoufal Azzouz, Abdulatif, Padre de Fátima
- Sanaa Alaoui, Madre de Fátima
- Héctor Echemendía, Abuelo de Ángel
- Nuria Badih, Fátima
- Jorge Milo, Ángel
- Silke